# Schneckenlohe
Schneckenlohe er en kommune i Landkreis Kronach i Regierungsbezirk Oberfranken i den tyske delstat Bayern. Den er en del af
Verwaltungsgemeinschaft Mitwitz.

## Geografi
Schneckenlohe ligger i Naturpark Frankenwald.

### Inddeling
Ud over Schneckenlohe ligger i kommunen landsbyerne Beikheim og Mödlitz.